# Огни (Республика Алтай)
Огни (Усть-Бава) — село в Турочакском районе Республики Алтай. Входит в состав Тондошенского сельского поселения.

## История
Во времена СССР — населённый пункт Тондошенского сельсовета. Ликвидирован решением Турочакского райисполкома от 4 марта 1977 года. Вновь возрождён постановлением Правительства Республики Алтай 30 апреля 1997 года.

## География
Село Огни расположено на левом берегу реки Бия недалеко от впадения в неё реки Бава. С востока за рекой Бия проходит автодорога Бийск — Артыбаш, на которую можно попасть путем переправы через Бию или по горной дороге. До административного центра — Тондошенского сельского поселения, примерно 2—3 километра, но естественным препятствием служит река Бия. А до центра района, села Турочак, можно добраться по горной дороге вдоль Бии и пересечь её только в самом селе.
Центральная часть населённого пункта расположена на высоте 346 метров над уровнем моря.
В селе 2 улицы — Береговая и ур. Порошино.

## Инфраструктура
В селе отсутствуют какие-либо объекты инфраструктуры. Воду жители села берут в реке Бия и речке Бава.
В селе есть дизельный генератор от которого ведётся элетроснабжение собственных хозяйств, хотя и не постоянное.

## Население
| 2010 | 2011 | 2012 | 2013 | 2014 | 2015 | 2016 |
| ---- | ---- | ---- | ---- | ---- | ---- | ---- |
| 21   | →21  | ↘18  | ↘17  | ↗18  | ↘17  | →17  |